# Allert de Lange Verlag
Allert de Lange Verlag est une maison d'édition de langue allemande fondée à Amsterdam par l'éditeur néerlandais Gerard de Lange (1894-1935) pour publier l'Exilliteratur des écrivains interdits par le Troisième Reich, active de 1933 à 1940.

## Origine et création
Cette maison d'édition est nommée en hommage au père de Gerard de Lange, Allert de Lange, lui-même éditeur et fondateur de la maison-mère Uitgeverij Allert de Lange en 1880. Allert de Lange Verlag en est une filiale indépendante.
L'idée originale de fonder cette maison d'édition revient à Hilda van Praag-Sanders, épouse de Siegfried van Praag (1899-2002). Elle souhaitait créer une maison d'édition de langue allemande aux Pays-Bas du fait de l'arrivée au pouvoir d'Adolf Hitler en Allemagne en 1933. Comme son mari publiait ses ouvrages auprès de la maison-mère Uitgeverij Allert de Lange, un contact s'est noué entre Hilda van Praag-Sanders et Gerard de Lange et a permis la création de Verlag Allert de Lange.
Avec son mari, Hilda a rendu visite à un certain nombre d'écrivains allemands tels que : Felix Salten, Arnold et Stefan Zweig, Max Brod et Joseph Roth pour les sonder sur la possibilité de collaborer avec la nouvelle maison. Les éditeurs étaient Walter Landauer et Hermann Kesten.

## Fermeture et devenir des archives et stocks
À la suite du décès de Gerard de Lange en 1935, A. P. J. Kroonenburg (1902-1977), son fondé de pouvoir a pris la direction de la maison d'édition. La dissolution de la maison intervient le 21 juin 1940, lorsque l'Obersturmbanführer Jäger ordonne à Kroonenburg la fin de ses activités.
Les archives sont déplacées à Berlin par les nazis. Elles connaissent des déplacements en Europe de l'Est et reviennent à Amsterdam en 1991, où elles sont hébergées par l'Internationaal Instituut voor Sociale Geschiedenis (IISG, en français : Institut international d'histoire sociale) à Amsterdam. Elles comprennent une vaste correspondance avec les auteurs : elles ne concernent pas seulement les publications elles-mêmes, mais montrent également ce qui préoccupait les écrivains et comment ils concevaient à leur travail d'auteur.
Le stock de livres est confisqué par les nazis et entreposé à Amsterdam jusqu'à la fin de la période d'occupation ; il est vendu par Uitgeverij Allert de Lange après la Libération.

## Auteurs publiés
- Schalom Asch
- Georg Bernhard
- Franz Blei
- Bertolt Brecht
- Bernard von Brentano
- Max Brod
- Ferdinand Bruckner
- Franz Theodor Csokor
- Jolán Földes
- Sigmund Freud
- Ödön von Horváth
- Henry William Katz
- Gina Kaus
- Hermann Kesten
- Egon Erwin Kisch
- Annette Kolb
- Siegfried Kracauer
- Valeriu Marcu
- Hans Natonek
- Alfred Neumann
- Theodor Plievier
- Alfred Polgar
- Joseph Roth
- René Schickele
- Felix Salten
- Annemarie Selinko
- Adrienne Thomas
- B. Traven
- Karl Tschuppik
- Veit Valentin
- Józef Wittlin
- Theodor Wolff
- Arnold Zweig
- Stefan Zweig

## liens externes
- (en) Page consacrée à Allert de Lange